# کله (جوانرود)
کله (به کردی: کوڵە) روستایی از دهستان کلاشی از توابع بخش کلاشی شهرستان جوانرود در استان کرمانشاه ایران است.